# Trần Phế Đế (Trung Quốc)
Trần Phế Đế (chữ Hán: 陳廢帝; 554?- 570), tên húy Trần Bá Tông (陳伯宗), tên tự Phụng Nghiệp (奉業), tiểu tự Dược Vương (藥王), là một hoàng đế của triều đại Trần trong lịch sử Trung Quốc. Ông là trưởng tử và là người kế vị của Trần Văn Đế, song sau khi đăng cơ vào năm 566, triều đình Trần ngay lập tức xảy ra tranh đấu. Hoàng thúc Trần Húc cuối cùng đã giành được chiến thắng, phế truất Trần Bá Tông vào mùa đông năm 568 và đoạt lấy hoàng vị.

## Thời trẻ
Lịch sử truyền thống ghi rằng Trần Bá Tông sinh năm 554, nhưng năm sinh của ông cũng có thể là 552 hoặc năm khác. Khi ông ra đời, cha Trần Thiến đang là một tướng dưới quyền Trần Bá Tiên (thúc phụ của Trần Thiến). Mẹ của Trần Bá Tông là Thẩm Diệu Dung- chính thất của Trấn Thiến.
Năm 555, Trần Bá Tiên lật đổ Vương Tăng Biện, phế Tiêu Uyên Minh và đưa Tiêu Phương Trí lên ngôi, tức Lương Kính Đế. Trong các năm sau đó, Trần Bá Tiên tiến hành củng cố quyền lực, và vào năm 557, Trần Bá Tiên đã buộc Lương Kính Đế phải thiện nhượng cho mình, lập ra triều Trần. Do là chất tôn của Trần Bá Tiên, Trần Thiến được phong tước Lâm Xuyên vương. Năm 558, Trần Bá Tông được phong tước Lâm Xương vương thế tử.
Năm 559, Trần Bá Tiên qua đời, do họ hàng duy nhất là nam giới của Trần Bá Tiên tại lãnh thổ Trần, các hạ thần triều đình đã ủng hộ Trần Thiến đăng cơ kế vị, tức Trần Văn Đế. Trần Thiến lập Trần Bá Tông làm thái tử và lập mẹ đẻ của Trần Bá Tông- Thẩm vương phi- làm hoàng hậu.
Năm 562, Trần Thiến chọn nhi nữ của hạ thần Cương Cố (王固) làm thái tử phi của Trần Bá Tông. Vương thái tử phi sinh hạ một người con trai tên là Trần Chí Trạch (陳至澤) vào năm 566.
Khi còn trẻ, Thái tử Bá Tông được đánh giá là có tính cách yêu đuối. Năm 566, khi Trần Thiến lâm bệnh, do lo sợ Bá Tông sẽ không thể giữ được hoàng vị, ông ta đã quyết định trao ngai vàng cho hoàng thúc của Bá Tông- An Thành vương Trần Húc. Mặc dù Trần Húc từ chối, song Trần Thiến đã giao phó các công việc quan trọng cho Trần Húc, Khổng Hoán (孔奐), Đáo Trọng Cử (到仲舉), Viên Xu (袁樞), và Lưu Sư Tri (劉師知). Sau khi phụ hoàng qua đời, Thái tử Bá Tông đăng cơ kế vị.

## Trị vì
Trần Bá Tông tôn thúc tổ mẫu (chính thất của Vũ Đế)- Thái hậu Chương Yêu Nhi- làm thái hoàng thái hậu, tôn mẹ Thẩm hoàng hậu làm thái hậu. Ông lập Vương thái tử phi làm hoàng hậu, và đến mùa thu năm 567 thì lập Trần Chí Trạch làm thái tử.
Theo sự sắp xếp từ trước của Trần Thiến, thoạt đầu một nhóm người nắm quyền kiểm soát triều chính trên thực tế. Tuy nhiên, đến mùa xuân năm 567, các hạ thần trong triều phần lớn đã hợp thành hai phe, một phe do Đáo Trọng Cử và Lưu Sư Tri lãnh đạo, phe còn lại do Trần Húc lãnh đạo. Ba người này đã vào ở trong cung và xử lý hầu hết các vấn đề có tầm ảnh hưởng lớn. Đến mùa xuân năm 567, Lưu Sư Tri đã cố gắng loại bỏ Trần Húc bằng cách lệnh cho Ân Bất Nịnh (殷不佞) thông báo với Trần Húc rằng Trần Húc nên rời khỏi cung đến xử lý công việc của Dương châu (揚州)- châu bao gồm kinh thành mà Trần Húc làm thứ sử. Khi Trần Húc định làm vậy, Mao Hỉ (毛喜) và Ngô Minh Triệt (吳明徹) đã thuyết phục Trần Húc nên ở lại trong cung. Do đó, Trần Húc đã mời Lưu Sư Tri đến một cuộc hội họp. Trong khi cuộc họp vẫn đang tiến hành, Trần Húc đã lệnh cho Mao Hỉ đi chứng thực rằng Thẩm thái hậu và Trần Bá Tông không lệnh bắt Trần Húc phải rời cung. Khi Mao Hỉ chứng thực được chuyện này, Trần Húc đã bắt Lưu Sư Tri và buộc người này phải tự sát, trong khi biếm chức Đáo Trọng Cử. Từ thời điểm này trở đi, triều đình do Trần Húc kiểm soát.
Lo sợ trước những gì sẽ xảy ra sau đó, Đáo Trọng Cử và tướng Hàn Tử Cao (韓子高) đã nghĩ đến việc có hành động chống lại Trần Húc, song trước khi họ có thể tiến hành bất cứ hành động nào, Trần Húc đã được báo tin về âm mưu, và ông ta cho bắt giữ họ và sau đó buộc Trần Bá Tông phải ban thánh chỉ lệnh cho họ phải tự sát. Em trai Trần Bá Tông- Thủy Hưng vương Trần Bá Mậu- là người mà Trần Húc cho là đã tham dự vào cả hai âm mưu của Lưu Sư Tri và của Đáo Trọng Cử, cũng bị bãi các chức vụ trong triều.
Cái chết của Lưu Sư Tri và Hàn Tử Cao- cả hai đều là thân tín của Trần Thiến- đã khiến Hoa Kiểu (華皎) thứ sử của Tương châu (湘州, nay là trung bộ Hồ Nam) lo sợ. Đến hè năm 567, Hoa Kiều đã hàng Bắc Chu và chư hầu Tây Lương của Bắc Chu. Trần Húc đã phái Ngô Minh Triệt và Thuần Vu Lượng (淳于量) suất một hạm đội đi đánh liên quân Hoa Kiểu-Bắc Chu-Tây Lương. Hai bên trạm chán tại Độn Khẩu (沌口, nay thuộc Vũ Hán, Hồ Bắc). Ngô Minh Triệt và Thuần Vu Lượng đã có thể đâm chìm hạm đội của Hoa Kiểu, Bắc Chu và Tây Lương, khiến liên quân sụp đổ. Hoa Kiểu và tướng Vũ Văn Trực (宇文直) của Bắc Chu chạy đến đô thành Giang Lăng (江陵, nay thuộc Kinh Châu, Hồ Bắc) của Tây Lương, trong khi tướng Nguyên Định (元定) của Bắc Chu thì bị bắt. Ngô Minh Triệt sau đó đã tiến hành vây hãm Giang Lăng vào xuân năm 568, song đã không thể chiếm được thành và đã buộc phải triệt thoái.
Trong khi đó, Trần Húc nhận được các tước hiệu và chức vụ cao hơn. Vào đông năm 568, Trần Húc đã ban một chiếu chỉ nhân danh Chương thái hoàng thái hậu, vu cáo Trần Bá Tông là một phần trong âm mưu của Lưu Sư Tri và Hoa Kiểu. Chiếu chỉ còn nói rằng Văn Đế đã biết Trần Bá Tông bất tài, và rằng ý nguyện trao hoàng vị cho Trần Húc của Văn Đế phải được thực hiện. Trần Bá Tông bị phế truất và bị giáng làm Lâm Hải vương, trong khi Trần Bá Mậu bị giáng làm Ôn Ma hầu và sau đó bị ám sát.

## Sau khi bị phế
Hơn một tháng sau khi phế truất Trấn Bá Tông, Trần Húc đăng cơ kế vị, tức Tuyên Đế. Không biết nhiều về các hoạt động của Lâm Hải vương trong thời gian hoàng thúc trị vì. Ông qua đời vào xuân năm 570, nhi tử Trần Chí Trạch kế tập tước hiệu Lâm Hải vương.